# Ленуциева подкова
Ленуциева подкова (хорв. Lenucijeva potkova), также известная как Зелёная подкова (хорв. Zelena potkova) — U-образная в плане система городских площадей с парками в центральной части (Долний Град) Загреба, столицы Хорватии. Её концепция была разработана в 1882 году хорватским урбанистом Миланом Ленуци. Парки были разбиты в период между 1883 и 1887 годами, в то время этот район был южной окраиной Загреба. Ленуциева подкова появилась во время масштабных работ по восстановлению города после землетрясения 1880 года, в 1889 году она была закончена. Два её конца соединил Загребский ботанический сад. Парковая система делится на семь квадратов, выстроенных по трём прямым линиям.

## Описание
Квадраты, составляющие подкову, расположены вдоль трёх прямых линий, вписанных в сеточный план Долнего Града, образуя таким образом её западную, южную и восточную стороны. Ленуциеву подкову образуют следующие площади и парки (перечислены в направлении с северо-восточной оконечности и по часовой стрелке): площадь Николы Шубича Зринского (местное название Зриневац), площадь Йосипа Юрая Штросмайера, площадь короля Томислава, площадь Анте Старчевича, фитнес-парк Ленуци, Загребский ботанический сад, площадь Марко Марулича, площадь Ивана Мажуранича и площадь Республики Хорватия. На территории Ленуциевой подковы расположены штаб-квартиры множества организаций и учреждений Загреба, а также несколько музеев: Археологический, Современная галерея, Павильон искусств, Хорватский государственный архив, Этнографический музей и Музей искусств и ремесел. Зелёное пространство Ленуциевой подковы прерывается в участке между площадью Анте Старчевича и фитнес-парком Ленуци, который занимает отель «Эспланада». Южная сторона подковы находится рядом с вокзалом Загреб-Главный, служащим главной железнодорожной станцией города. На площади Республики Хорватия располагается Хорватский национальный театр, а на площади Николы Шубича Зринского — здания Хорватской академии наук и искусств.

## История
Самая старая часть Ленуциевой подковы — площадь Николы Шубича Зринского. Она появилась в 1826 году и носила название Новой (хорв. Novi terg). Там расположился рынок скота, который до этого работал на территории нынешней площади Бана Йосипа Елачича. В 1860-х годах было принято решение о преобразовании площади в парк, и в течение следующих десятилетий рынок и ярмарки постепенно переместились на территорию современной площади Республики Хорватии, ставшую впоследствии западной оконечностью Ленуциевой подковы. Она именовалась Sajmište («Ярмарочной площадью»). К концу XIX века на площади Зринского было возведено множество новых дворцов в стиле неоренессанс. Площадь также украшали бюсты известных хорватов, а также метеорологический столб, установленный в 1884 году, и музыкальный павильон, появившийся в 1891 году. На южной окраине площади Зринского, бывшей тогда ещё частью новообразованной Академической площади (хорв. Akademički trg), нынешней площади Иосипа Юрая Штроссмайера, был возведён дворец Хорватской академии наук и искусств (затем Югославской академии наук и искусств).
В 1880 году в Загребе случилось разрушительное землетрясение, а в 1882 году в рамках плана по модернизации Ярмарочной площади впервые была представлена идея подковообразной системы соединённых между собой парков в центре Загреба. Согласно ей предполагалось создание двух зелёных осевых зон в направлении с севера на юг, соответствующих западной и восточной сторонам Ленуциевой подковы, которые именовались Западным (хорв. Zapadni perivoj) и Восточным бульваром (хорв. Istočni perivoj). В 1887 году для территории района, ныне известного как Долний Град, был принят новый городской план в соответствии с гипподамовой системой с включением туда бульваров. В 1889 году две оси были соединены Загребским ботаническим садом и Южным бульваром (хорв. Južni perivoj), нынешней площадью Анте Старчевича . В 1890 году рынок на площади, располагавшийся на западном конце Ленуциевой подковы, был перенесён подальше от города, а Ярмарочная площадь была модернизирована и переименована в Университетскую (хорв. Sveučilišni trg). В 1895 году на площади в рамках визита австрийского императора Франца Иосифа был торжественно открыт Хорватский национальный театр.
В июне 2013 года на улице Гргура Нинского, между Загребским ботаническим садом и отелем «Эспланада», был открыт фитнес-парк. 27 сентября того же года Ленуциева подкова была удостоена специальной награды премии «Entente Florale», а сам город Загреб — серебряной.